# Felipe de Plessis
Felipe de Plessis (em francês: Philippe du Plessis; Anjou, 1165 – 19 de novembro de 1209) foi o 13.º Grão-mestre dos Cavaleiros Templários.

## Biografia
Nascido por volta de 1165 no castelo de Plessis-Macé, perto Angers, Felipe de Plessis foi criado pela antiga família angevina. Em 1189, ele participou na Terceira Cruzada como um cavaleiro secular.
Chegando a Terra Santa, ele descobriu a Ordem do Templo. Ele ficou impressionado com a disciplina e a bravura da Ordem mostradas nas batalhas e então decidiu assumir o seu manto branco. Ele foi eleito Mestre da Ordem, na primavera de 1201, alguns meses após a morte de Gilberto Horal. Após a eleição, de Plessis adotando os mesmos princípios orientadores do seu antecessor, em que ele confirmou a trégua entre Saladino e Ricardo Coração de Leão. E mais, no final deste tratado em 1208, de Plessis propôs para os Mestres dos Hospitalários e Teutônicos que eles fizessem um novo tratado de paz com Malek-Adel, o novo líder muçulmano.
Os embaixadores pontifícios criticaram duramente este novo acordo, e uma crise política seguiu-se entre os Templários e Papa Inocêncio III. O Papa chegou a ameaçar os Templários com a apostasia se recusassem a obedecer ao núncio apostólico.
Durante o período de Felipe como Mestre, os Templários raramente participaram de ações militares. A Quarta Cruzada ficou fora de seu controle, como foi o fim do cerco de Constantinopla. Isso pode muito bem ter adequado de Plessis como ele geralmente tentou manter um bom relacionamento e pacífica com os muçulmanos. Apesar de seus melhores esforços, no entanto, uma grave crise eclodiu entre a Ordem do Templo e o Rei da Armênia em relação a fortaleza de Gastein.
O rei da Armênia aproveitou o conflito para expulsar os Templários de seu reino e tomar suas propriedades. O Papa teve de intervir e julgar em favor dos Templários. A Ordem recuperou seus domínios indevidamente apreendidos. A relação entre os Templários e os Hospitalários era ainda menos do que amigável. Seu relacionamento era outra disputa na qual o Papa teve que intervir constantemente a fim de resolver problemas. Nesses conflitos inter-Ordem, o Papa deu a sentença em favor dos Hospitalários. Isso levou os Templários a aumentar a desconfiança com o papado.
Para a honra de Felipe, durante seu mandato como mestre, a Ordem alcançou o auge de seu desenvolvimento na Europa. Doações e recrutas chegavam de cada província Templária. O nome de Felipe apareceu pela última vez em um ato assinado em 1209. O obituário de Reims menciona sua morte, em 12 de novembro de 1209.

## Fonte
- «Philippe du Plessis(1165??-1209)». www.templiers.org (em inglês). Projet Braucéant. Consultado em 18 de junho de 2011